# Hochhaus des Thüringer Landtags
Das Hochhaus des Thüringer Landtags (im Volksmund Eierkiste genannt) ist ein Hochhaus am Beethovenplatz in der thüringischen Landeshauptstadt Erfurt.

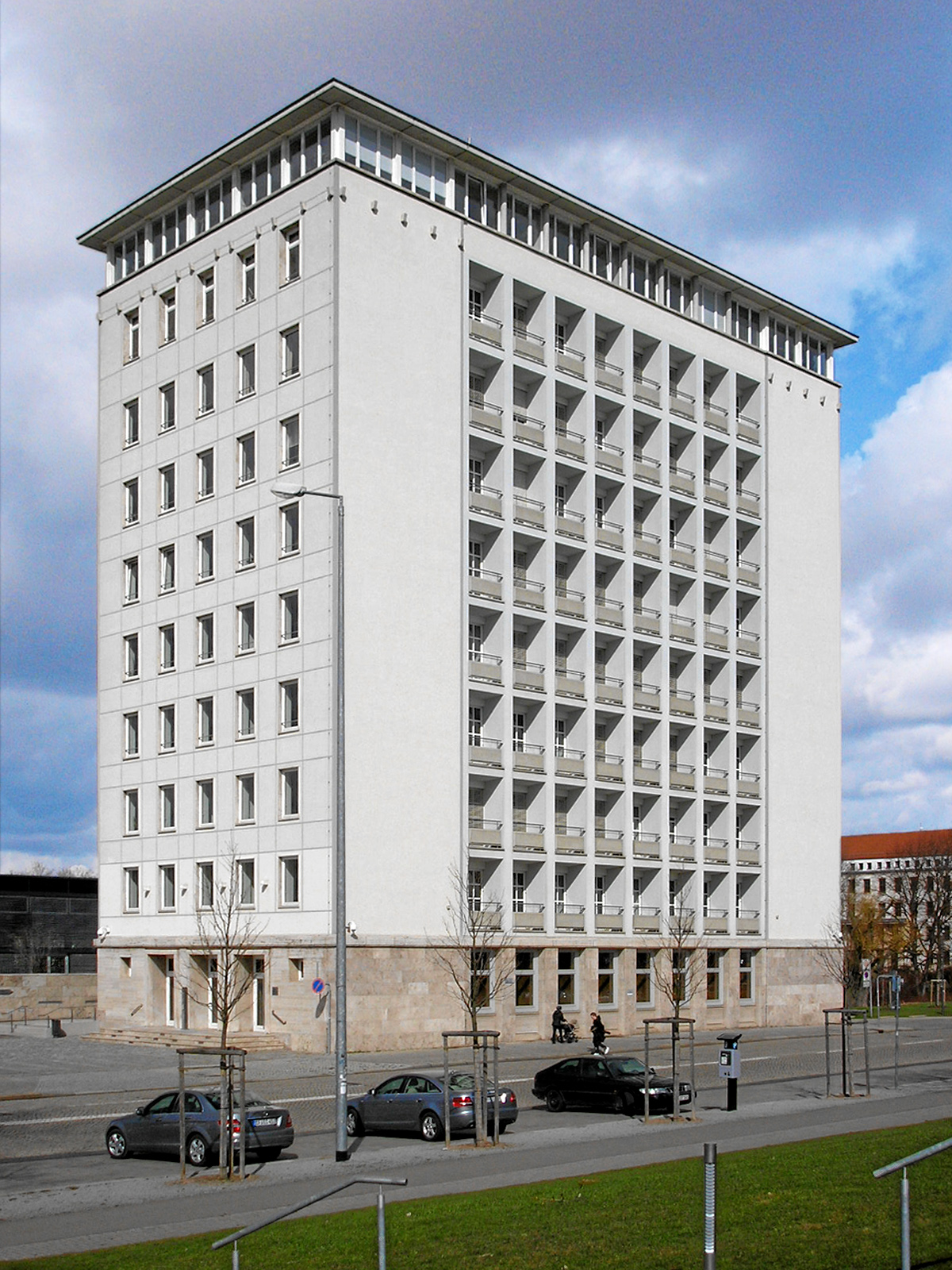
Hochhaus von Südwesten

## Geschichte
Das Hochhaus wurde 1950/51 nach Plänen der Architekten Egon Hartmann, Hartmut Schaub und Heinrich Weiß errichtet. Das zehngeschossige Gebäude entstand in traditioneller Massivbauweise in Backstein-Mauerwerk und diente der Unterbringung der Thüringer Landesregierung, die 1948 von Weimar nach Erfurt umgezogen war. Als das Land Thüringen 1952 aufgelöst wurde, entstand der Bezirk Erfurt, dessen Verwaltung das Gebäude bezog und bis 1990 nutzte. Seitdem gehört es als Bürogebäude zum Thüringer Landtag. Bis 1999 wurde das Gebäude saniert. Dabei wurde auch der Paternosteraufzug ausgebaut, der ein technisches Denkmal war.
Das Hochhaus war bei seinem Bau in der DDR umstritten, den Architekten wurde Formalismus vorgeworfen. Das Gebäude steht heute unter Denkmalschutz. Als erstes Erfurter Hochhaus gilt das Gebäude am Anger 81 des Architekten Heinrich Herrling aus dem Jahr 1929, das sogenannte DHV-Haus. In anderen Städten Thüringens entstanden allerdings schon früher Hochhäuser, etwa der Bau 15 von 1915 in Jena.